# Championnat du monde de badminton par équipes féminines 1998
Navigation
Hong Kong 1996 Kuala Lumpur 2000
La 17e édition du championnat du monde de badminton par équipes féminines, appelé également Uber  Cup, a eu lieu en mai 1998 à Hong Kong.

## Format de la compétition
49 nations participent à l'Uber Cup. À l'issue d'une phase de qualifications, 6 équipes accèdent à la phase finale où elles sont rejointes par le tenant du titre et le pays organisateur qui sont qualifiés d'office.
Ces 8 nations sont placées dans 2 groupes de 4 équipes, où chacune rencontre les 3 autres. Les deux premiers se qualifient pour des demi-finales croisées.
Chaque rencontre se joue en 5 matches : 3 simples et 2 doubles qui peuvent être joués dans n'importe quel ordre (accord entre les équipes).

## Qualifications
- Qualifié pour la phase finale

### A Sandefjord, Norvège
| Groupe A           | Groupe A | Groupe A       |
| ------------------ | -------- | -------------- |
| Norvège            | 5-0      | Belgique       |
| Norvège            | 3-2      | Tchéquie       |
| Norvège            | 3-2      | Biélorussie    |
| Biélorussie        | 5-0      | Tchéquie       |
| Biélorussie        | 5-0      | Belgique       |
| République tchèque | 3-2      | Belgique       |
| Groupe B           |          |                |
| Ukraine            | 4-1      | Finlande       |
| Ukraine            | 5-0      | Lettonie       |
| Ukraine            | 5-0      | Autriche       |
| Finlande           | 5-0      | Autriche       |
| Finlande           | 5-0      | Lettonie       |
| Autriche           | 4-1      | Lettonie       |
| Groupe C           |          |                |
| Pays de Galles     | 5-0      | Mexique        |
| Pays de Galles     | 5-0      | Lituanie       |
| Pays de Galles     | 5-0      | Chypre         |
| Lituanie           | 3-2      | Chypre         |
| Lituanie           | 4-1      | Mexique        |
| Chypre             | 5-0      | Mexique        |
| Groupe D           |          |                |
| Suisse             | 5-0      | Pérou          |
| Suisse             | 5-0      | Arménie        |
| Suisse             | 5-0      | Géorgie        |
| Pérou              | 5-0      | Géorgie        |
| Pérou              | 5-0      | Arménie        |
| Arménie            | 4-1      | Géorgie        |
| Groupe E           |          |                |
| Pologne            | 3-2      | Islande        |
| Pologne            | 3-2      | Afrique du Sud |
| Pologne            | 5-0      | Estonie        |
| Islande            | 4-1      | Estonie        |
| Islande            | 4-1      | Afrique du Sud |
| Afrique du Sud     | 3-2      | Estonie        |
| Groupe F           |          |                |
| Irlande            | 5-0      | Azerbaïdjan    |
| Irlande            | 5-0      | Espagne        |
| Irlande            | 5-0      | Portugal       |
| Portugal           | 4-1      | Espagne        |
| Portugal           | 5-0      | Azerbaïdjan    |
| Espagne            | 5-0      | Azerbaïdjan    |
| Groupe G           |          |                |
| États-Unis         | 3-2      | Kazakhstan     |
| États-Unis         | 4-1      | Slovénie       |
| États-Unis         | 3-2      | Italie         |
| Italie             | 3-2      | Slovénie       |
| Italie             | 3-2      | Kazakhstan     |
| Kazakhstan         | 3-2      | Slovénie       |

| Groupe W   | Groupe W | Groupe W       |
| ---------- | -------- | -------------- |
| Danemark   | 5-0      | France         |
| Danemark   | 5-0      | Norvège        |
| Danemark   | 5-0      | Bulgarie       |
| Bulgarie   | 3-2      | Norvège        |
| Bulgarie   | 3-2      | France         |
| France     | 3-2      | Norvège        |
| Groupe X   |          |                |
| Pays-Bas   | 5-0      | Ukraine        |
| Pays-Bas   | 5-0      | Suisse         |
| Pays-Bas   | 3-2      | Russie         |
| Ukraine    | 3-2      | Russie         |
| Ukraine    | 4-1      | Suisse         |
| Russie     | 5-0      | Suisse         |
| Groupe Y   |          |                |
| Angleterre | 4-1      | Pays de Galles |
| Angleterre | 5-0      | Pologne        |
| Angleterre | 5-0      | Écosse         |
| Écosse     | 4-1      | Pologne        |
| Écosse     | 4-1      | Pays de Galles |
| Pologne    | 3-2      | Pays de Galles |
| Groupe Z   |          |                |
| Suède      | 5-0      | Irlande        |
| Suède      | 5-0      | États-Unis     |
| Suède      | 3-2      | Allemagne      |
| Allemagne  | 4-1      | États-Unis     |
| Allemagne  | 5-0      | Irlande        |
| Irlande    | 3-2      | États-Unis     |

| Demi-finales    | Demi-finales | Demi-finales |
| --------------- | ------------ | ------------ |
| Danemark        | 5-0          | Pays-Bas     |
| Angleterre      | 3-2          | Suède        |
| Troisième place |              |              |
| Pays-Bas        | 3-2          | Suède        |
| Finale          |              |              |
| Danemark        | 5-0          | Angleterre   |

### A Manille, Philippines
| Groupe A    | Groupe A | Groupe A    |
| ----------- | -------- | ----------- |
| Singapour   | 4-1      | Australie   |
| Singapour   | 5-0      | Maurice     |
| Singapour   | 4-1      | Philippines |
| Australie   | 5-0      | Maurice     |
| Australie   | 3-2      | Philippines |
| Philippines | 4-1      | Maurice     |
| Groupe B    |          |             |
| Malaisie    | 4-1      | Inde        |
| Malaisie    | 5-0      | Sri Lanka   |
| Inde        | 5-0      | Sri Lanka   |

| Groupe X         | Groupe X | Groupe X         |
| ---------------- | -------- | ---------------- |
| Chine            | 5-0      | Japon            |
| Chine            | 5-0      | Japon            |
| Chine            | 5-0      | Nouvelle-Zélande |
| Japon            | 5-0      | Malaisie         |
| Japon            | 4-1      | Nouvelle-Zélande |
| Nouvelle-Zélande | 3-2      | Malaisie         |
| Groupe Y         |          |                  |
| Corée du Sud     | 5-0      | Canada           |
| Corée du Sud     | 5-0      | Taipei chinois   |
| Corée du Sud     | 5-0      | Singapour        |
| Taipei chinois   | 5-0      | Canada           |
| Taipei chinois   | 5-0      | Singapour        |
| Canada           | 3-2      | Singapour        |

| Demi-finales    | Demi-finales | Demi-finales   |
| --------------- | ------------ | -------------- |
| Corée du Sud    | 4-1          | Japon          |
| Chine           | 5-0          | Taipei chinois |
| Troisième place |              |                |
| Japon           | 4-1          | Taipei chinois |
| Finale          |              |                |
| Chine           | 3-2          | Corée du Sud   |

## Tournoi final

### Pays participants
| Confédération   | Pays                         |
| --------------- | ---------------------------- |
| Asie            | Chine Corée du Sud Japon     |
| Europe          | Angleterre Danemark Pays-Bas |
| Tenant du titre | Indonésie                    |
| Pays hôte       | Hong Kong                    |

### Phase préliminaire

#### Groupe A

##### Classement et résultats
| Équipe    | J | G | P |
| --------- | - | - | - |
| Chine     | 3 | 3 | 0 |
| Danemark  | 3 | 2 | 1 |
| Japon     | 3 | 1 | 2 |
| Hong Kong | 3 | 0 | 3 |

| Résultats | Résultats | Résultats |
| --------- | --------- | --------- |
| Chine     | 5-0       | Hong Kong |
| Danemark  | 5-0       | Japon     |
| Chine     | 4-1       | Japon     |
| Danemark  | 4-1       | Hong Kong |
| Chine     | 5-0       | Danemark  |
| Japon     | 5-0       | Hong Kong |

##### Détail des matches
| 15 mai | Chine                     | 5 - 0 | Hong Kong                            | Score       |
| ------ | ------------------------- | ----- | ------------------------------------ | ----------- |
| SD     | Gong Zhichao              | 1-0   | Louisa Koon Wai Chee                 | 11-1, 11-2  |
| SD     | Dai Yun                   | 1-0   | Ling Wan Ting                        | 11-6, 11-4  |
| SD     | Han Jingna                | 1-0   | Ng Ching                             | 11-3, 11-1  |
| DD     | Qin Yiyuan / Tang Yongshu | 1-0   | Louisa Koon Wai Chee / Tung Chau Man | 15-8, 15-10 |
| DD     | Qiang Hong / Liu Lu       | 1-0   | Ling Wan Ting / Chan Mei Mei         | 15-6, 15-0  |

| 15 mai | Danemark                       | 5 - 0 | Japon                            | Score              |
| ------ | ------------------------------ | ----- | -------------------------------- | ------------------ |
| SD     | Camilla Martin                 | 1-0   | Kanake Yonekura                  | 12-10, 11-12, 11-7 |
| SD     | Mette Pedersen                 | 1-0   | Yazuko Mizui                     | 11-4, 11-6         |
| SD     | Mette Sørensen                 | 1-0   | Hiroko Nagamine                  | 11-4, 11-1         |
| DD     | Rikke Olsen / Marlene Thomsen  | 1-0   | Yoshiko Iwata / Haruko Matsuda   | 15-6, 15-9         |
| DD     | Ann Jørgensen / Camilla Martin | 1-0   | Chihiro Ohsaka / Kanako Yonekura | 15-3, 15-8         |

| 17 mai | Chine               | 4 - 1 | Japon                          | Score            |
| ------ | ------------------- | ----- | ------------------------------ | ---------------- |
| SD     | Ye Zhaoying         | 1-0   | Kanako Yonekura                | 11-5, 11-7       |
| SD     | Gong Zhichao        | 0-1   | Yasuko Mizui                   | 11-4, 1-11, 3-11 |
| SD     | Han Jingna          | 1-0   | Chihiro Ohsaka                 | 11-4, 11-0       |
| DD     | Ge Fei / Gu Jun     | 1-0   | Yoshiko Iwata / Haruko Matsuda | 15-2, 15-6       |
| DD     | Qiang Hong / Liu Lu | 1-0   | Hiroko Nagamine / Satomi Igawa | 15-5, 15-10      |

| 17 mai | Danemark                      | 4 - 1 | Hong Kong                            | Score            |
| ------ | ----------------------------- | ----- | ------------------------------------ | ---------------- |
| SD     | Camilla Martin                | 1-0   | Louisa Koon Wai Chee                 | 11-1, 11-8       |
| SD     | Mette Pedersen                | 0-1   | Ling Wan Ting                        | 11-6, 9-12, 3-11 |
| SD     | Mette Sørensen                | 1-0   | Ng Ching                             | 11-5, 11-3       |
| DD     | Rikke Olsen / Marlene Thomsen | 1-0   | Louisa Koon Wai Chee / Tung Chau Man | 15-10, 15-7      |
| DD     | Ann Jørgensen / Majken Vange  | 1-0   | Ling Wan Ting / Chan Mei Mei         | 18-13, 15-9      |

| 19 mai | Chine                     | 5 - 0 | Danemark                            | Score       |
| ------ | ------------------------- | ----- | ----------------------------------- | ----------- |
| SD     | Ye Zhaoying               | 1-0   | Mette Pedersen                      | 11-2, 11-1  |
| SD     | Gong Zhichao              | 1-0   | Mette Sørensen                      | 11-3, 11-5  |
| SD     | Dai Yun                   | 1-0   | Anne Søndergaard                    | 11-2, 11-6  |
| DD     | Ge Fei / Gu Jun           | 1-0   | Ann Jørgensen / Majken Vange        | 15-4, 15-2  |
| DD     | Qin Yiyuan / Tang Yongshu | 1-0   | Helene Kirkegaard / Pernille Harder | 15-7, 15- 3 |

| 19 mai | Japon                           | 5 - 0 | Hong Kong                            | Score               |
| ------ | ------------------------------- | ----- | ------------------------------------ | ------------------- |
| SD     | Kanako Yonekura                 | 1-0   | Louisa Koon Wai Chee                 | 11-7, 11-3          |
| SD     | Yasuko Mizui                    | 1-0   | Ling Wan Ting                        | 11-7, 5-11, 11-1    |
| SD     | Hiroko Nagamine                 | 1-0   | Ng Ching                             | 11-9, 8-11, 11-5    |
| DD     | Yoshiko Iwata / Haruko Matsuda  | 1-0   | Louisa Koon Wai Chee / Tung Chau Man | 15-3, 15-3          |
| DD     | Chihiro Ohsaka / Akiko Nakajima | 1-0   | Ling Wan Ting / Chan Mei Mei         | 17-18, 15-8, 17- 14 |

#### Groupe B

##### Classement et résultats
| Équipe       | J | G | P |
| ------------ | - | - | - |
| Indonésie    | 3 | 3 | 0 |
| Corée du Sud | 3 | 2 | 1 |
| Angleterre   | 3 | 1 | 2 |
| Pays-Bas     | 3 | 0 | 3 |

| Résultats    | Résultats | Résultats    |
| ------------ | --------- | ------------ |
| Corée du Sud | 5-0       | Pays-Bas     |
| Indonésie    | 5-0       | Angleterre   |
| Indonésie    | 3-2       | Pays-Bas     |
| Corée du Sud | 4-1       | Angleterre   |
| Indonésie    | 3-2       | Corée du Sud |
| Angleterre   | 4-1       | Pays-Bas     |

##### Détail des matches
| date | Corée du Sud                   | 5 - 0 | Pays-Bas                                | Score             |
| ---- | ------------------------------ | ----- | --------------------------------------- | ----------------- |
| SD   | Kim Ji-hyun                    | 1-0   | Judith Meulendijks                      | 12-10, 12-10      |
| SD   | Lee Joo-hyun                   | 1-0   | Brenda Beenhakker                       | 11-3, 11-5        |
| SD   | Lee Kyung-won                  | 1-0   | Carolien Glebbeek                       | 11-5, 11-5        |
| DD   | Ra Kyung-min / Jang Hye-ock    | 1-0   | Erica van den Heuvel / Monique Hoogland | 15-8, 15-4        |
| DD   | Kim Shin-young / Kim Mee-hyang | 1-0   | Nicole van Hooren / Lotte Jonathans     | 10-15, 15-1, 15-9 |

| 15 mai | Indonésie                        | 5 - 0 | Angleterre                    | Score              |
| ------ | -------------------------------- | ----- | ----------------------------- | ------------------ |
| SD     | Susi Susanti                     | 1-0   | Julia Mann                    | 11-0, 11-1         |
| SD     | Meiluawati                       | 1-0   | Rebecca Pantaney              | 11-2, 11-0         |
| SD     | Cindana Hartono                  | 1-0   | Tracey Hallam                 | 11-1, 11-0         |
| DD     | Zelin Resiana / Eliza Nathanael  | 1-0   | Donna Kellogg / Joanne Goode  | 15-10, 9-15, 18-17 |
| DD     | Indarti Issolina / Deyana Lomban | 1-0   | Joanne Davies / Sara Hardaker | 15-8, 15-4         |

| 17 mai | Indonésie                       | 3 - 2 | Pays-Bas                                | Score             |
| ------ | ------------------------------- | ----- | --------------------------------------- | ----------------- |
| SD     | Mia Audina                      | 1-0   | Judith Meulendijks                      | 11-2, 11-7        |
| SD     | Meiluawati                      | 0-1   | Brenda Beenhakker                       | 12-9, 5-11, 7-11  |
| SD     | Ellen Angelina                  | 1-0   | Lonneke Janssen                         | 11-2, 11-7        |
| DD     | Eliza Nathanael / Deyana Lomban | 1-0   | Erica van den Heuvel / Monique Hoogland | 15-7, 17-15       |
| DD     | Finarsih / Indarti Issolina     | 0-1   | Nicole van Hooren / Lotte Jonathans     | 15-18, 15-3, 9-15 |

| 17 mai | Corée du Sud                   | 4 - 1 | Angleterre                    | Score             |
| ------ | ------------------------------ | ----- | ----------------------------- | ----------------- |
| SD     | Kim Ji-hyun                    | 1-0   | Julia Mann                    | 11-2, 11-2        |
| SD     | Lee Joo-hyun                   | 1-0   | Tracey Hallam                 | 11-2, 8-11, 12-10 |
| SD     | Lee Soon-deuk                  | 1-0   | Tracy Dineen                  | 12-10, 11-7       |
| DD     | Ra Kyung-min / Jang Hye-ock    | 1-0   | Joanne Goode / Donna Kellogg  | 15-9, 15-7        |
| DD     | Kim Shin-young / Chung Jae-hee | 0-1   | Sara Hardaker / Joanne Davies | 14-17, 2-15       |

| 19 mai | Indonésie                        | 3 - 2 | Corée du Sud                   | Score             |
| ------ | -------------------------------- | ----- | ------------------------------ | ----------------- |
| SD     | Susi Susanti                     | 1-0   | Kim Ji-hyun                    | 11-2, 11-3        |
| SD     | Mia Audina                       | 1-0   | Lee Joo-hyun                   | 11-5, 3-11, 11-5  |
| SD     | Cindana Hartono                  | 0-1   | Lee Kyung-won                  | 6-11, 3-11        |
| DD     | Zelin Resiana / Eliza Nathanael  | 0-1   | Ra Kyung-min / Jang Hye-ock    | 9-15, 10-15       |
| DD     | Indarti Issolina / Deyana Lomban | 1-0   | Kim Shin-young / Kim Mee-hyang | 15-10, 7-15, 15-7 |

| 19 mai | Angleterre                    | 4 - 1 | Pays-Bas                                | Score             |
| ------ | ----------------------------- | ----- | --------------------------------------- | ----------------- |
| SD     | Julia Mann                    | 1-0   | Judith Meulendijks                      | 12-11, 11-8       |
| SD     | Donna Kellogg                 | 0-1   | Brenda Beenhakker                       | 3-11, 7-11        |
| SD     | Tracey Hallam                 | 1-0   | Lonneke Janssen                         | 11-3, 3-11, 11-7  |
| DD     | Sara Hardaker / Joanne Davies | 1-0   | Nicole van Hooren / Lotte Jonathans     | 17-16, 15-11      |
| DD     | Joanne Goode / Donna Kellogg  | 1-0   | Monique Hoogland / Erica van den Heuvel | 15-1, 10-15, 15-6 |

### Phase finale

#### Tableau
|  | Demi-finales | Demi-finales |           |   | Finale | Finale |
|  | Demi-finales | Demi-finales |           |   | Finale | Finale |
|  |              |              |           |   |        |        |
|  |              |              |           |   |        |        |
|  |              |              |           |   |        |        |
|  | Indonésie    | 4            |           |   |        |        |
|  | Indonésie    | 4            |           |   |        |        |
|  | Danemark     | 1            |           |   |        |        |
|  | Danemark     | 1            | Indonésie | 1 |        |        |
|  |              |              | Indonésie | 1 |        |        |
|  |              | Chine        | 4         |   |        |        |
|  | Chine        | Chine        | 4         | 5 |        |        |
|  | Chine        |              |           | 5 |        |        |
|  | Corée du Sud | 0            |           |   |        |        |
|  | Corée du Sud | 0            |           |   |        |        |

#### Demi-finales
| 21 mai | Indonésie                        | 4 - 1 | Danemark                       | Score            |
| ------ | -------------------------------- | ----- | ------------------------------ | ---------------- |
| SD     | Susi Susanti                     | 1-0   | Camilla Martin                 | 7-11, 11-5, 11-4 |
| SD     | Mia Audina                       | 1-0   | Mette Pedersen                 | 12-11, 11-4      |
| SD     | Ellen Angelina                   | 0-1   | Mette Sørensen                 | 1-11, 5-11       |
| DD     | Zelin Resiana / Eliza Nathanael  | 1-0   | Rikke Olsen / Marlene Thomsen  | 15-6, 15-9       |
| DD     | Indarti Issolina / Deyana Lomban | 1-0   | Ann Jørgensen / Camilla Martin | 6-15, 15-8, 15-7 |

| 21 mai | Chine                     | 5 - 0 | Corée du Sud                   | Score       |
| ------ | ------------------------- | ----- | ------------------------------ | ----------- |
| SD     | Ye Zhaoying               | 1-0   | Kim Ji-hyun                    | 11-5, 11-7  |
| SD     | Gong Zhichao              | 1-0   | Lee Joo-hyun                   | 11-4, 11-0  |
| SD     | Dai Yun                   | 1-0   | Lee Kyung-won                  | 11-8, 11-8  |
| DD     | Ge Fei / Gu Jun           | 1-0   | Ra Kyung-min / Jang Hye-ock    | 15-10, 15-8 |
| DD     | Qin Yiyuan / Tang Yongshu | 1-0   | Kim Shin-young / Kim Mee-hyang | 15-1, 15-8  |

#### Finale
| 23 mai | Chine                     | 4 - 1 | Indonésie                        | Score             |
| ------ | ------------------------- | ----- | -------------------------------- | ----------------- |
| SD     | Ye Zhaoying               | 1-0   | Susi Susanti                     | 11-9, 10-12, 11-5 |
| DD     | Ge Fei / Gu Jun           | 1-0   | Zelin Resiana / Indarti Issolina | 15-7, 15-1        |
| SD     | Gong Zhichao              | 1-0   | Mia Audina                       | 9-11, 12-10, 11-4 |
| DD     | Qin Yiyuan / Tang Yongshu | 0-1   | Eliza Nathanael / Deyana Lomban  | 15-5, 11-15, 9-15 |
| SD     | Dai Yun                   | 1-0   | Meiluawati                       | 11-3, 11-6        |